# Makanjiro
Makanjiro è una circoscrizione rurale (rural ward) della Tanzania situata nel distretto di Ruangwa, regione di Lindi. Conta una popolazione di 3 323 abitanti (censimento 2012).